# Walton, Cheshire
Walton är en civil parish i kommunen Borough of Warrington i Storbritannien. Den ligger i grevskapet Cheshire och riksdelen England, i den centrala delen av landet, 260 km nordväst om huvudstaden London.